# Houghton Middleton and Arbury
Houghton Middleton and Arbury var en civil parish från 1866 till 1933 då den blev en del av Winwick, i grevskapet Lancashire (nu Cheshire), i England. Civil parish var belägen 5 km från Warrington och hade 222 invånare år 1931.